# Lacisediminimonas
Lacisediminimonas es un género de bacterias gramnegativas de la familia Oxalobacteraceae. Fue descrito en el año 2020. Actualmente contiene una sola especie: Lacisediminimonas profundi. Su etimología hace referencia a bacteria del sedimento de lago. El nombre de la especie hace referencia a profundidad. Son bacterias aerobias e inmóviles. Forman colonias traslúcidas, convexas, circulares y con márgenes enteros en agar R2A tras 48 horas de incubación. Catalasa negativa y oxidasa positiva. Temperatura de crecimiento entre 4-37 °C, óptima de 25-30 °C. No crece en agar TSA, NA ni LB. Es sensible a amikacina, ampicilina, cloranfenicol, gentamicina, kanamicina, ácido nalidíxico, rifampicina, estreptomicina, tetraciclina y vancomicina. Resistente a eritromicina. Tiene un genoma de 4,5 Mpb y un contenido de G+C de 62,1%. Se ha aislado del sedimento a 17 metros de profundidad de un lago en el reservorio Daechung, en Corea del Sur. 